# Scintillona zelandica
Scintillona zelandica is een tweekleppigensoort uit de familie van de Galeommatidae. De wetenschappelijke naam van de soort is voor het eerst geldig gepubliceerd in 1924 door Odhner.